# Xavier Rudd
Xavier Rudd és un cantant, músic i compositor d'origen australià nascut l'any 1978. La seva música és una barreja d'estils (folk, reggae, blues, indie folk i folk rock) amb rellevància temàtica per la natura i la platja, ja que ell és un amant del surf.
Rudd és multi-instrumentista (veu, guitarra, harmònica, yidaki, guitarra lap steel, percussió...) Diverses cançons seves, incorporen temes socialment conscients, com l'espiritualitat, la humanitat, l'ecologisme i els drets dels indígenes australians .

## Discografia
- 2002: To Let
- 2004: Solace
- 2005: Food in the Belly
- 2007: Withe Moth
- 2008: Dark Shades oh Blue
- 2010: Koonyum Sun
- 2012: Spirit Birt
- 2015: Nanna